# Auditorium

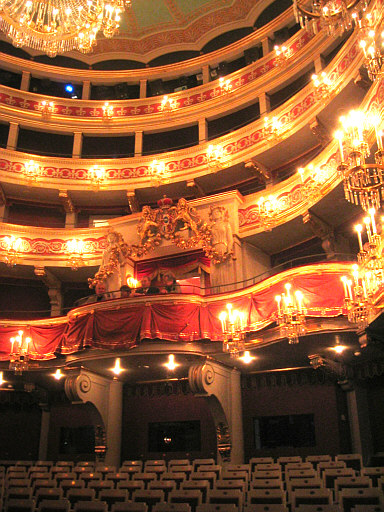
Auditoriet i Regensburg Stadsteater.

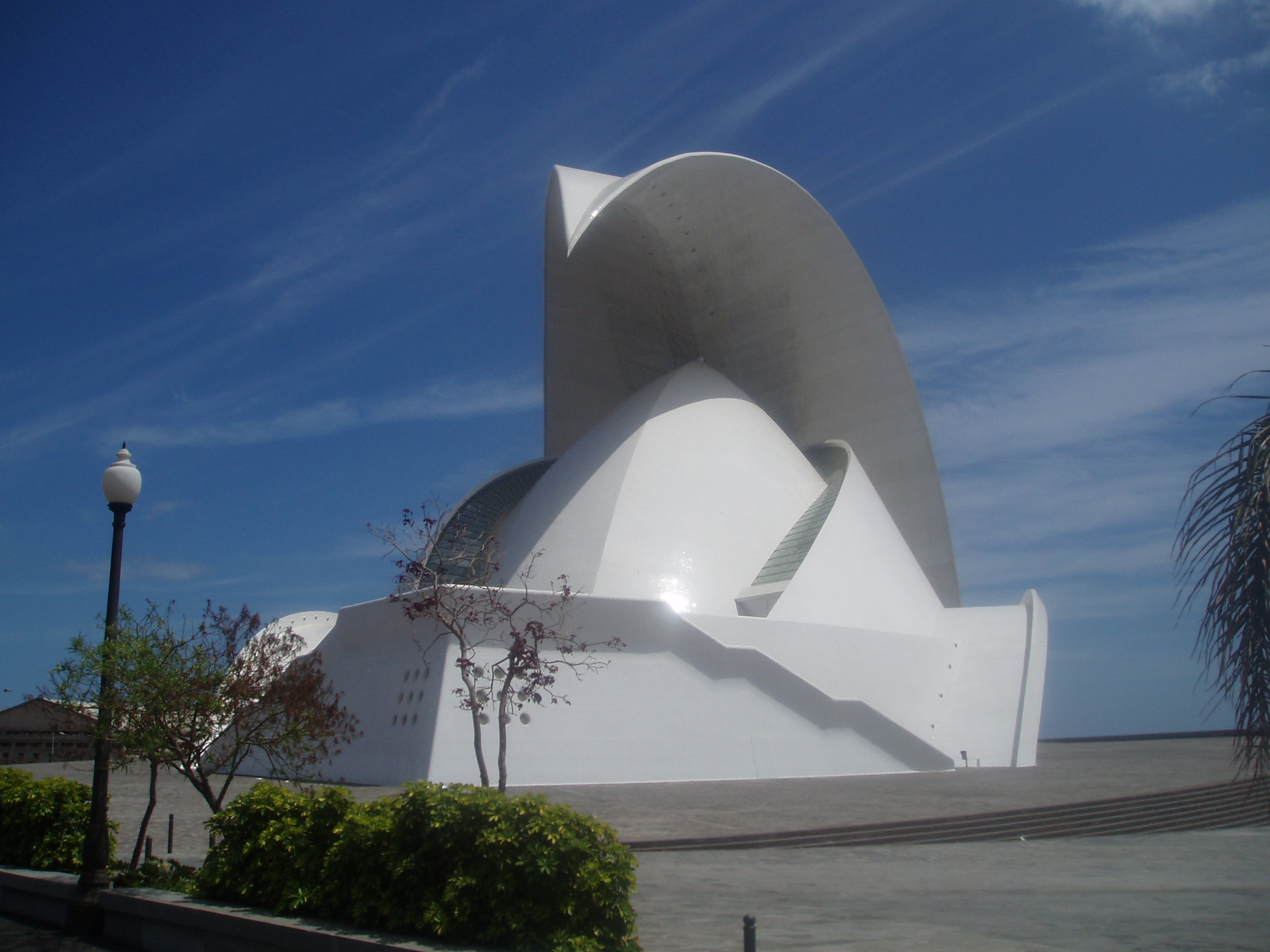
Auditorio de Tenerife

Auditorium är den plats i en teater, konserthall eller annan scenlokal där publiken befinner sig under en föreställning. I vissa sammanhang kan också auditoriet benämnas salong. Ordet kan även användas om den publik som sitter i ett auditorium.
Termen kommer från latinet, men idén att placera publiken på detta sätt är ursprungligen grekisk, till exempel i en amfiteater. Där satt publiken i halvcirkelformade åskådarläktare vilka delades av breda gångar, så kallade diazomata. Mellan varje gång var elva sittplatsrader placerade.
I liturgiska sammanhang betecknar auditorium den plats i kyrkan där katekumenerna stod.